# National-Airlines-Flug 2511
Am 6. Januar 1960 stürzte auf dem National-Airlines-Flug 2511 (Flugnummer: NA2511, Funkrufzeichen: NATIONAL 2511) eine Douglas DC-6B ab, nachdem eine Bombe an Bord explodiert war. Bei dem Unfall kamen alle 34 Menschen an Bord ums Leben. Als mutmaßlicher Täter wurde Julian Frank ermittelt, der zuvor eine Lebensversicherung im Wert von einer Million US-Dollar abgeschlossen hatte.

## Maschine
Bei der auf Flug 2511 eingesetzten Maschine handelte es sich um eine Douglas DC-6B, die ihren Erstflug im Jahr 1952 absolviert hatte. Es war die 300. endmontierte DC-6 aus laufender Produktion mit der Werknummer 43742. Die Maschine wurde am 8. Dezember 1952 mit dem Luftfahrzeugkennzeichen N8225H an die National Airlines ausgeliefert und seitdem durchgehend von dieser betrieben. Das viermotorige Langstreckenflugzeug war mit vier Sternmotoren des Typs Pratt & Whitney R-2800-CB16 ausgestattet. Bis zum Zeitpunkt des Unfalls hatte sie eine Gesamtbetriebsleistung von 24.836 Betriebsstunden absolviert.

## Passagiere und Besatzung
Die Maschine hatten 29 Passagiere bestiegen. Es befanden sich fünf Besatzungsmitglieder an Bord:
- Der 46-jährige Flugkapitän Dale H. Southard war am 2. Dezember 1942 durch National Airlines eingestellt worden. Er verfügte über 16.117 Stunden Flugerfahrung, wovon er 8.234 Flugstunden mit der Douglas DC-6 absolviert hatte.
- Der 31-jährige Erste Offizier Richard L. Hentzell gehörte der National Airlines seit dem 30. September 1954 an. Er verfügte über 3.863 Stunden Flugerfahrung, darunter 723 Stunden mit der Douglas DC-6
- Der 35-jährige Flugingenieur Robert R. Hallickson arbeitete seit dem 20. November 1954 für National Airlines. Von seinen 3.187 Stunden Flugerfahrung hatte er 3.074 mit der Douglas DC-6 absolviert.
- Die 25-jährige Flugbegleiterin Valerie E. Stewart gehörte der National Airlines seit dem 1. November 1957 an.
- Die 23-jährige Flugbegleiterin Marilu L. O’Dell arbeitete ebenfalls seit dem 1. November 1957 für National Airlines.

## Unfallhergang
Am 6. Dezember 1960 sollte der National-Airlines-Flug 601, ein Direktflug vom Flughafen New York-Idlewild nach Miami, mit einer von der Pan Am geleasten Boeing 707 durchgeführt werden. Da vor dem Abflug Risse in der Windschutzscheibe festgestellt wurden, musste die für den Flug vorgesehene Maschine am Boden bleiben. Da der Austausch der Scheibe acht Stunden in Anspruch genommen hätte, wurde die Maschine durch zwei Propellerflugzeuge, eine Lockheed L-188 Electra und eine Douglas DC-6, ersetzt. Von den 105 für den Flug gebuchten Passagieren bestiegen 76 die Lockheed L-188 Electra, die verbliebenen 29 Passagiere nahmen in der Douglas DC-6 Platz. Die Maschine hob um 23:52 Uhr des 5. Dezember ab, ihre planmäßige Ankunftszeit in Miami sollte 04:36 Uhr am 6. Dezember sein. Der Flug verlief routinemäßig gemäß dem Flugplan. Um 02:31 Uhr und kurz nach dem Überfliegen von Wilmington, North Carolina meldeten sich die Piloten per Funk, während sich die Maschine über Carolina Beach in 18.000 Fuß Höhe befand, und übermittelten einen routinemäßigen Positionsbericht. Kurz nach Beendigung dieses Funkkontakts kam es in der Passagierkabine zu einer Dynamitexplosion. Nach dieser Explosion flog das Flugzeug eine weite Rechtskurve abwärts, brach in der Luft auseinander und stürzte 1½ Meilen nordwestlich von Bolivia um 02:38 Uhr etwa 16 Meilen westlich seiner beabsichtigten Flugbahn ab. Alle 29 Passagiere und die fünfköpfige Besatzung kamen ums Leben.

## Bergung
Nachdem sie den Kontakt zum DC-6-Flugzeug verloren hatten, begannen National Airlines, die Küstenwache der Vereinigten Staaten und die Marine der Vereinigten Staaten mit einer intensiven Suche entlang der Südostküste der Vereinigten Staaten. Die Suche wurde am folgenden Tag abgebrochen, als National Airlines die Nachricht erhielt, dass das Flugzeugwrack in North Carolina entdeckt wurde.
Gegen 2:45 Uhr hatte ein Bauer, Richard Randolph ein Triebwerksgeräusch gehört, gefolgt von  einer Explosion und einem Geräusch berstenden Metalls. Später an diesem Morgen, nachdem sein jugendlicher Sohn McArthur Randolph Flugzeugwrackteile auf einem der Felder seines Vaters gefunden hatte, fuhr Richard Randolph nach Bolivia, North Carolina, wo es das nächste Telefon gab. Er rief den Flughafen Wilmington an, um das abgestürzte Flugzeug gegen 7:00 Uhr morgens zu melden. Als Beamte der Highway Patrol antworteten, führte er sie zur Absturzstelle.
Leichen und Trümmer waren über eine Fläche von 8 Hektar verstreut, die Felder, Sümpfe und Kiefernwälder umfasste.
Am ersten Such- und Rettungstag fanden die Ermittler 32 Leichen der 34 Personen an Bord. Eine der vermissten Leichen wurde später an der Hauptabsturzstelle gefunden. Die verbleibende Leiche wurde in Snow’s Marsh gefunden, etwa 26 km vom Hauptstandort entfernt.
In ersten Berichten über den Absturz wurde darüber spekuliert, dass das Flugzeug mitten im Flug auseinandergebrochen war. Ein Zeitungsreporter gab an, dass das größte Wrackstück, das er zu Gesicht bekam, ein Teil der Tragfläche war. Ein Aluminiumfragment, von dem angenommen wurde, dass es sich um ein Stück der Rumpfhülle des Flugzeugs handelte, wurde am Strand von Kure gefunden, 40 km vom Rest des Wracks entfernt.
Das Wrack der DC-6 wurde zu einem Hangar am nahe gelegenen Flughafen Wilmington gebracht, wo der Rumpf an einem Rahmen aus Holz und Maschendraht wieder zusammengebaut wurde. Die Ermittler stellten etwa 90 % des Rumpfes sicher, der dann im Hangar von Wilmington auf dem Rahmen montiert wurde.
Die Ermittler identifizierten als Ursprungsort des Strukturversagens einen Bereich unmittelbar vor der Vorderkante der rechten Tragfläche des Flugzeugs.
Die Leichen wurden zum Gymnasium der örtlichen High School gebracht, wo eine Autopsie und Identifizierung durch ein Fingerabdruck-Team des Federal Bureau of Investigation (FBI) erfolgte. Der Gerichtsmediziner von Brunswick County ordnete Autopsien der Passagiere und der Besatzung an, um die jeweilige Todesursache zu bestimmen. Eines der Opfer war der im Ruhestand befindliche Vizeadmiral der US Navy Edward Orrick McDonnell, Träger der Medal of Honor und Veteran beider Weltkriege. Andere Opfer waren ein Vizepräsident der Continental Bank of Cuba, ein Apotheker, ein Student der Universität von Miami, und ein Versicherungssachverständiger. Drei der Opfer waren Standby-Passagiere und hatten den Flug nur angetreten, weil andere ihre Reservierungen storniert hatten.

## Ursache und Urheber
Nach dem Unfall übernahm das Civil Aeronautics Board die Ermittlungen zur Absturzursache und, nachdem sich Hinweise auf einen Sabotageakt ergaben, schaltete sich am 20. Januar 1960 das Federal Bureau of Investigation (FBI) in die strafrechtlichen Ermittlungen ein. Der Fall bleibt bis heute (Stand: 2022) offen und ungeklärt.
Die Ermittlung ergab, dass das Dynamit mithilfe von Trockenzellenbatterien gezündet worden war und dass das explosive Material am rechten äußeren Sitz in Sitzreihe 7 platziert worden war. Durch die Explosion sei ein Teil der Kabinenstruktur herausgerissen worden und sei gegen Propeller Nr. 3 (rechts innen) geprallt.
Es wurde angenommen, dass der 32-jährige Julian A. Frank, ein Rechtsanwalt aus New York City, der Urheber dieses Sabotageakts war. Sein Leichnam war der einzige, der nicht an der Hauptabsturzstelle gefunden wurde, sondern in Snow’s Marsh an der Westseite des Cape Fear River. Franks Körper wies erhebliche Verletzungen auf – beide Beine waren abgerissen und Trümmer in seinen Körper eingedrungen. Franks Verletzungen waren andere Natur und viel umfangreicher als die der anderen Passagiere. Darüber hinaus entsprachen Franks Verletzungen nicht der Art der Verletzung, die normalerweise bei einem Flugzeugunfall auftritt.
Frank wurde zweimal obduziert, das zweite Mal, um in seinem Körper eingedrungene Trümmer zu entfernen. Die Autopsie ergab, dass seine unteren Extremitäten abgerissen worden waren; sein Muskelgewebe war stark verstümmelt und zerrissen; kleine Drahtstücke, Messing und verschiedene Kleinteile, darunter ein Hutschmuck, waren in verschiedene Gliedmaßen eingedrungen, die Finger seiner rechten Hand waren gebrochen und die Knochen zersplittert und das Endglied jedes Fingers seiner linken Hand fehlte. Der Gerichtsmediziner beobachtete auch zahlreiche Rußrückstände an seinem Körper, ähnlich, wie sie als Schussrückstände bei Schüssen aus nächster Nähe auftreten. Vier menschliche Fingerknochen wurden unter den Trümmern an der primären Absturzstelle entdeckt.
Zum Zeitpunkt des Absturzes war Frank beschuldigt worden, einen Wohltätigkeitsbetrug begangen zu haben. Dies wurde von der Staatsanwaltschaft von Manhattan untersucht. Es wurde behauptet, er habe in einer Reihe von Betrügereien bis zu einer Million Dollar (etwa 7 Millionen Dollar im Jahr 2020) unterschlagen.
Die Ermittlungen ergaben, dass Frank in den sechs Monaten vor seinem Tod Lebensversicherungen über eine Gesamthöhe von 900.000 US-Dollar abgeschlossen hatte, deren Begünstigte seine Ehefrau und seine Kinder sein sollten. Julian A. Frank (32) habe zum Explosionszeitpunkt nahe dem Dynamitpack gesessen. Die Ermittlungen ergaben, dass er aufgrund einer Reihe von Fehlinvestitionen im Jahr 1959 mehrere Hunderttausend Dollar verloren hatte und dass ein laufendes Verfahren der Staatsanwaltschaft von Manhattan wegen eines Finanzbetrugs gegen ihn anhängig war.

## Kontext
Der Absturz der DC-6 ereignete sich kurz nach dem Absturz eines anderen Flugzeugs derselben Fluggesellschaft. Auf dem National-Airlines-Flug 967 explodierte am 16. November 1959 eine Douglas DC-7 über dem Golf von Mexiko. Als Ursache der Explosion wurde eine Bombe im Gepäck eines der Passagiere, Dr. Robert Spears, vermutet. Spears hatte Lebensversicherungen über hohe Deckungssummen abgeschlossen und das FBI wies in seinen Ermittlungen darauf hin, dass das Motiv ein Versicherungsbetrug gewesen war.